# بازار بم
مجموعه‌بازار بم (قیصریه‌زرتشتیان)  مربوط به دوره قاجار است و در بم، داخل شهر واقع شده و این اثر در تاریخ ۲۴ خرداد ۱۳۶۶ با شمارهٔ ثبت ۱۷۲۹ به‌عنوان یکی از آثار ملی ایران به ثبت رسیده است.